# حسين ليشوري
حسين أحمد ليشوري باحث في اللغة العربية والإسلاميات وكاتب وأديب وصحفي جزائري من مواليد البليدة عام 1952م.

## حياته
درس بمدينة البليدة بمدرسة «التهذيب» التي أسستها جمعية العلماء المسلمين من عام 1960 حتى 1963 ثم بمدرسة الشهيد «محمد بن مراح» من 63 إلى 67 وواصل تعليمه لغاية حصوله على ليسانس اللغة العربية وآدابها من جامعة التكوين المتواصل، كما اشتغل كاتبا متعاونا  ومراسلا في عدة جرائد الوطنية "المساء" و"الشعب" وغيرهما من الجرائد المعربة كما له نشاط فكري في مجال اللغة العربية والنقد الاجتماعي وكذلك القصة القصيرة.

## أعمال

### القصة
- القلم المعاند

### مقالات
- جمع المخنث السالم وجمع المذكر المؤنث السالم [2]
- العربية ليست كأية لغة من اللغات [3]
- المقالة الانشطارية للدفاع عن العربية [4]